# Paraíso (Chiriquí)
Paraíso è un comune (corregimiento) della Repubblica di Panama situato nel distretto di Boquerón, provincia di Chiriquí. Si estende su una superficie di 36 km² e conta una popolazione di 429 abitanti (censimento 2010).  